# Talisk

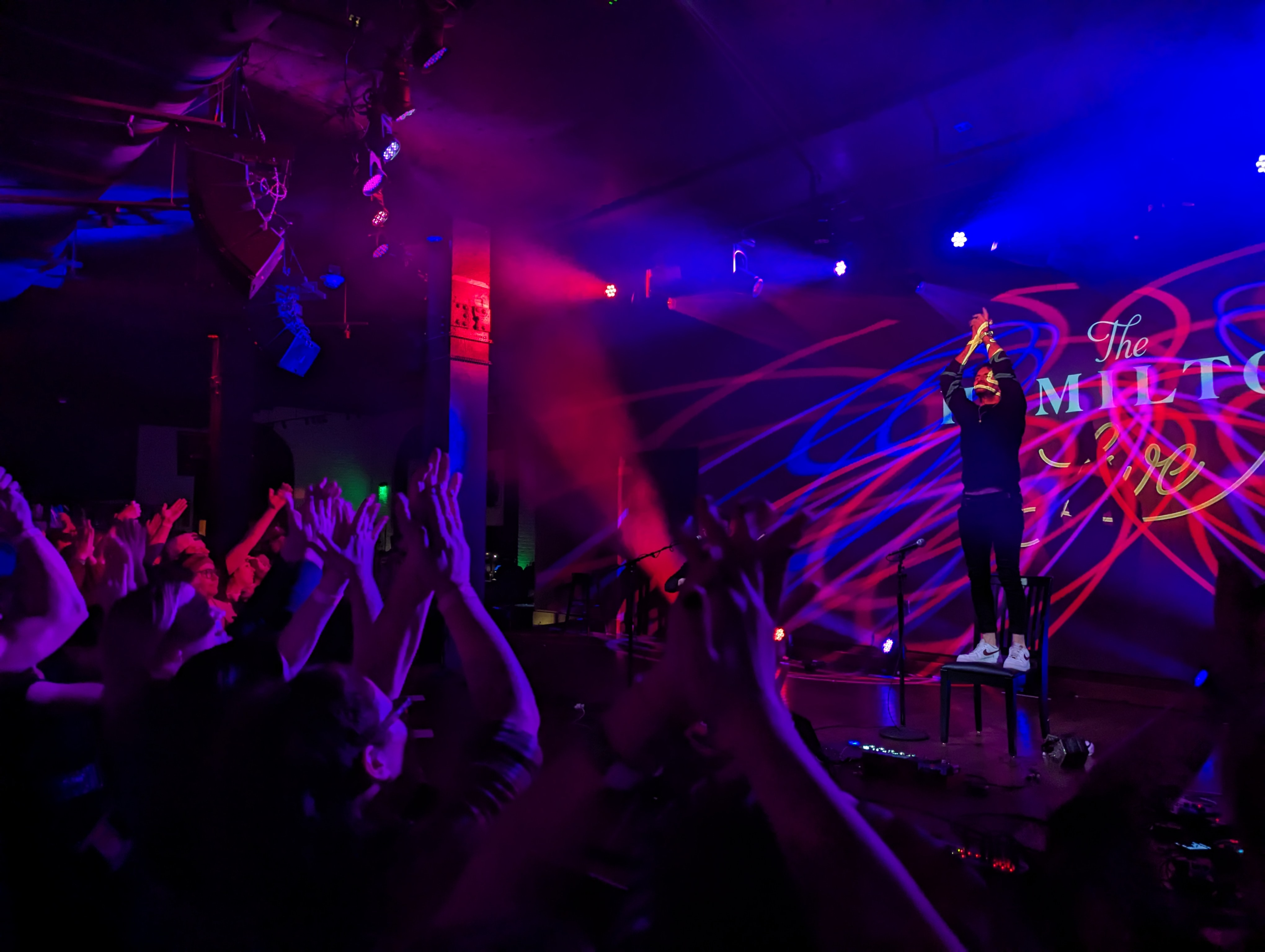
Talisk au Hamilton Live

Talisk est un groupe de folk écossais (et de folk irlandais) composé de Mohsen Amini, Benedict Morris et Charlie Galloway. Le groupe s'est fait connaître après avoir remporté le BBC Radio 2 Young Folk Award en 2015 et le MG Alba Scots Trad Music Awards dans la catégorie « groupe folk de l'année » en 2017.

## Histoire
Talisk se forme en 2014/2015 avec Mohsen Amini, Hayley Keenan et Craig Irving. Irving quitte le groupe pour rejoindre Mànran, autre groupe celtique écossais, et est remplacé à la guitare par Graeme Armstrong. Cette année-là, le groupe remporte le BBC Radio 2 Young Folk Award. Mohsen Amini devient ensuite le jeune musicien traditionnel mis en avant par la BBC Radio Scotland en 2016. Le succès du groupe continue de croître en 2017, où il est récompensé en tant que « groupe folk de l'année » lors des MG Alba Scots Trad Music Awards et où il participe au Festival interceltique de Lorient. Mohsen Amini est ensuite nommé « musicien de l'année » en 2018 aux BBC Radio 2 Folk Awards. Leur premier album, Abyss, sort en 2016, et leur deuxième album, Beyond, en 2018. Cette même année 2018, ils recoivent la bourse Belhaven pour l'innovation dans la musique écossaise, le plus grand prix de musique en Écosse.
En septembre 2021, Hayley Keenan annonce son départ de Talisk pour retourner à l'enseignement musical. Elle est remplacée deux jours plus tard par Benedict Morris. En novembre 2023, Armstrong quitte le groupe et est remplacé par Charlie Galloway.

## Style musical
Talisk est notamment connu pour son énergie punk et un son « entraînant et fougueux », ainsi que par la virtuosité de  Mohsen Amini, joueur de concertina (accordéon miniature). C'est un groupe purement instrumental.

## Albums
- 2016 : Abyss
- 2018 : Beyond
- 2022 :  Dawn